# 林有造
林 有造（はやし ゆうぞう、天保13年8月17日（1842年9月21日） - 大正10年 （1921年）12月29日）は、日本の武士、政治家、自由民権運動家。逓信大臣、農商務大臣などを歴任。位階勲等は従二位勲四等。幼名を助次。実名は包直。梅渓と号した。

## 生涯
天保13年8月17日（1842年9月21日）、土佐国宿毛に土佐藩安東家（のち伊賀家）の家臣・岩村英俊・嘉乃の次男として出生。兄は岩村通俊、弟は岩村高俊。幼年期に林茂次平の養子となる。戊辰戦争では板垣退助の配下につき、越後国に転戦し、明治維新後は初代の高知県令（参事）をつとめる。藩の債務処理や在任中に発生した膏取り一揆の鎮圧を図るが、板垣が参議を辞任したのに合わせて辞職。西南戦争に呼応して明治10年（1877年）8月、土佐で政府転覆を企て挙兵を企てる（立志社の獄）も捕縛、入獄する。
出獄後は板垣に協力し自由党結成に尽力する。自由党土佐派の領袖として自由民権運動に参画した。明治23年（1890年）、第1回衆議院議員総選挙に立候補し当選し、以後8回当選。明治31年（1898年）、第1次大隈内閣（隈板内閣）で逓信大臣を務めた。また、明治33年（1900年）には第4次伊藤内閣の農商務大臣として入閣した。明治41年（1908年）、政界を引退。余生を郷里の宿毛で送る。
大正3年（1914年）、日本の飛行機製作のパイオニアである伊賀氏広（山内家の一族で男爵）の協力支援を受け、予土水産株式会社を設立し真珠養殖業を起こし、また林新田、片島港を開発するなど郷里の発展・振興に寄与した。
大正10年（1921年）12月29日、死去。享年80。墓所は高知県宿毛市東福院。

## 栄典
- 1898年（明治31年）7月5日 - 正三位[5]
- 1921年（大正10年）12月29日 - 従二位[6]

## 親族
- 母の嘉乃の甥に小野義眞、姪・利遠の夫に小野梓、甥・義為の子に小野義一[7]。
- 吉田内閣の副総理・衆議院議長などを歴任した林譲治は次男。
- A級戦犯として逮捕された司法大臣・岩村通世は甥。参議院議員。
- 孫に、第2次中曽根内閣の労働大臣の林迶と、宿毛市長であった林遉がいる。

## 邸宅
- 「宿毛まちのえき林邸」（高知県宿毛市中央3丁目） - 1889年（明治22年）築で保存復元のための文化的改修と現代的改修が行われており街のシンボルになっている[8]

## 文献
- 田中貢太郎『林有造伝』（復刻版、土佐史談会、1979年）- 伝記
- 回顧談「林有造氏旧夢談」嵩山堂・明治24年刊 - 『明治文化全集25 雑史篇』（日本評論社）収録